# Amácio Mazzaropi
Amácio Mazzaropi (São Paulo, 9 aprile 1912 – Taubaté, 13 giugno 1981) è stato un attore, regista, comico e produttore cinematografico brasiliano di origini italiane.
Italo-brasiliano, celebre per aver creato e interpretato il personaggio "Jeca", un contadino semplice e arguto, diventato simbolo della cultura popolare rurale del Brasile.

## Biografia
Nato a São Paulo, era figlio di Bernardo Mazzaropi, di origine italiana, e di Clara Ferreira, di ascendenza portoghese. Cresciuto in ambienti umili, si avvicinò fin da giovane al mondo artistico, iniziando con il teatro di strada e i circhi itineranti.

### Carriera
Debuttò alla radio e successivamente in televisione, nel programma Rancho Alegre. Il successo lo portò al cinema nel 1952 con il film Sai da Frente. Negli anni successivi realizzò più di 30 film, dove ricoprì il triplice ruolo di attore, regista e produttore.
Nel 1958 fondò la propria casa di produzione cinematografica, la PAM – Produções Amácio Mazzaropi S.A., e costruì uno studio nella città di Taubaté, stato di San Paolo.

### Il personaggio "Jeca"
Ispirato alla figura letteraria del "Jeca Tatu", creata da Monteiro Lobato, Mazzaropi trasformò il contadino in un eroe comico, rappresentando con umorismo la realtà sociale del Brasile rurale. Il personaggio, dotato di ironia, saggezza popolare e senso di giustizia, fu protagonista di numerosi film.

### Morte ed eredità
Morì il 13 giugno 1981, a causa di un cancro al midollo osseo. È sepolto a Taubaté, dove oggi si trova il Museu Mazzaropi, istituzione dedicata a preservare la sua memoria, con esposizioni permanenti su film, costumi e attrezzature.

## Influenza culturale
Nonostante le critiche iniziali da parte dell'élite culturale, Mazzaropi è oggi considerato uno dei pilastri del cinema popolare brasiliano. I suoi film continuano a essere trasmessi e studiati per la loro capacità di combinare umorismo, critica sociale e identità nazionale.

## Filmografia parziale
- Sai da Frente (1952)
- Candinho (1953)
- Jeca Tatu (1959)
- Zé do Periquito (1960)
- O Vendedor de Linguiça (1961)
- O Corintiano (1966)
- Jecão... Um Fofoqueiro no Céu (1977)
- O Jeca e a Égua Milagrosa (1980)